# Новости (телесериал, США)
«Но́вости» (англ. The Newsroom — ньюсрум), также «Служба новостей» — американский драматический телесериал о работе новостного отдела вымышленного кабельного телеканала. Автор идеи — Аарон Соркин. В главной роли — Джефф Дэниелс. Режиссёром пилотной серии выступил Грег Моттола. Премьера состоялась 24 июня 2012 года на канале HBO. Сериал продлён на второй сезон, первая серия которого вышла в июле 2013 года. 3 сентября 2013 года HBO продлил сериал на третий сезон, ставший последним.

## Сюжет
Сериал рассказывает о трудовых буднях сотрудников вымышленного новостного телеканала ACN (Atlantis Cable News).
Уилл Макэвой — популярный телеведущий вечерних новостей, но его босс Чарли Скиннер решает, что новостное шоу нужно обновить, особенно после скандальной речи Макэвоя во время дискуссионного клуба, в которой тот рассказал, почему Америка — не величайшая страна в мире, когда прежний исполнительный продюсер забирает всю свою команду в другой проект. Скиннер приглашает на место исполнительного продюсера опытную журналистку Маккензи Макхейл, которая приводит с собой несколько членов своей команды, включая Джима Харпера и его людей, с которыми делала новостные репортажи из Ирака. Маккензи намерена делать новое «честное» шоу без оглядки на рейтинги популярности, и Скиннер её в этом поддерживает. Первые выпуски проходят на удивление удачно, но когда Макэвой допускает в передачах резкие выпады в сторону некоторых политических партий, зрительские рейтинги начинают падать, а руководство канала — сомневаться в линии Скиннера и Макхейл.
Упоминается, что до событий сериала у Макэвоя и Макхейл были близкие отношения, но они расстались. Это влияет на их отношения в настоящем, в том числе и профессиональные.
Практически все новости, освещаемые вымышленным каналом ACN, — это реальные события. Так, в первом сезоне в «Новостях с Уиллом Макэвоем» рассказывалось про взрыв нефтяной платформы Deepwater Horizon в Мексиканском заливе, так называемое движение чаепития, рост госдолга США, убийство Усамы бен Ладена, беспорядки в Египте. Во втором сезоне отображены такие события, как акция Захвати Уолл-Стрит, праймериз и предвыборная гонка, годовщина терактов 11 сентября 2001 года. Третий сезон освещает теракт на Бостонском марафоне, побег Эдварда Сноудена в аэропорту Шереметьево.

## В ролях

### Основной состав
- Джефф Дэниелс — Уилл Макэвой
- Эмили Мортимер — Маккензи Макхейл
- Джон Галлахер-мл. — Джим Харпер
- Элисон Пилл — Мэгги Джордан
- Томас Садоски — Дон Кифер
- Дев Патель — Нил Сэмпэт
- Оливия Манн — Слоун Сэббит
- Сэм Уотерстон — Чарли Скиннер

### Второстепенный состав
- Джейн Фонда — Леона Лэнсинг
- Крис Мессина — Риз Лэнсинг
- Хоуп Дэвис — Нина Ховард
- Маргарет Джадсон — Тесс Уэстин
- Терри Крюс — Лонни Чёрч
- Райли Воулкел — Дженна Джонсон

## Критика и рейтинги
Пилотный эпизод получил неоднозначные отзывы от телекритиков. На Metacritic рейтинг первой серии составляет 57 баллов из 100 на основе 31 отзыва; численность зрительской аудитории составила 2,14 млн человек. Финальную серию первого сезона посмотрели первоначально 2,3 млн зрителей.